# Гута (Виньковецкий район)
Гу́та (укр. Гута) — село в Виньковецком районе Хмельницкой области Украины.
Население по переписи 2001 года составляло 131 человек. Почтовый индекс — 32533. Телефонный код — 3846. Занимает площадь 0,664 км². Код КОАТУУ — 6820684505.

## Местный совет
32533, Хмельницкая обл., Виньковецкий р-н, с. Майдан-Александровский